# Aso (Kumamoto)

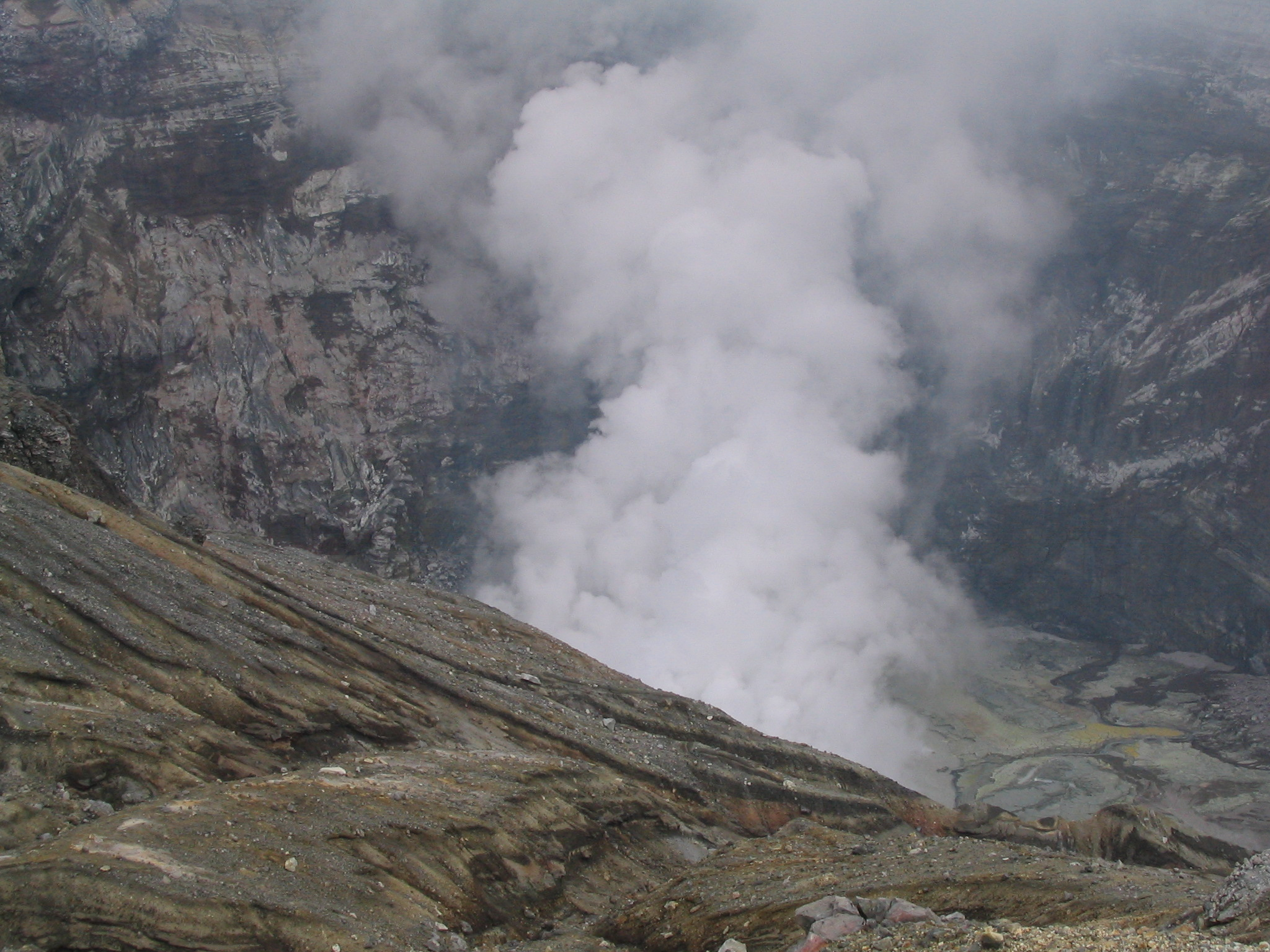
De krater van de vulkaan Aso

Aso (Japans: 阿蘇市, Aso-shi) is een stad in de Japanse prefectuur Kumamoto. Op 1 maart 2008 had de stad een geschatte bevolking van 29.111 inwoners. De bevolkingsdichtheid bedroeg 77,4 inw./km². De oppervlakte van de stad is 376,25 km². 

## Geschiedenis
De stad is op 11 februari 2005 ontstaan uit de fusie van de voormalige gemeenten Aso, Ichinomiya en Namino van het District Aso.

## Transport
Aso is bereikbaar via de Hohi-lijn van JR Kyushu. Er bevinden zich 6 treinstations op het grondgebied van de stad Aso :
- Akamizu
- Ichinokawa
- Uchinomaki
- Aso
- Ikoi-no-mura
- Miyaji

## Bezienswaardigheden
- De vulkaan Aso
- Het schrijn van Aso

## Geboren
- Toshikatsu Matsuoka (25 februari 1945 - 28 mei 2007, Tokio), politicus